# 210

## Родени
- Дексип, гръцки историк († 273)

## Починали
- Гален (201, 199, 201, или 216), римски учен (* 129 или 131)